# Wa’il Hamdi Muhammad Abd ar-Rahman
Wa’il Hamdi Muhammad Abd ar-Rahman (arab. وائل حمدي محمد عبدالرحمن ;ur. 2 maja 1998) – egipski zapaśnik walczący w stylu klasycznym. Srebrny medalista mistrzostw Afryki w 2020. Mistrz arabski w 2021. Mistrz Afryki kadetów w 2014 roku.